# トウスケプロジェクト
トウスケプロジェクト（トウスケプロジェクト）は、日本のタイムリーレコード所属の音楽ユニット。2003年結成。
筋肉少女帯の活動凍結中にベースの内田雄一郎が参加。プログレ、ロック、ビジュアル系のメンバーで結成された実験的なミクスチャーロックサウンド。

## メンバー
- 松岡トウスケ（ボーカル ギター） WIGHT ROCK BABYS(ワイトロックベイビーズ)、sasrise、島根県ふるさと親善大使「遣島使」
- 石井修（ギター） THE BIG BAND!!
- 内田雄一郎（ベース）筋肉少女帯
- HIRO（ドラム） rice、Raphael